# 20809 Eshinjolly
20809 Eshinjolly è un asteroide della fascia principale. Scoperto nel 2000, presenta un'orbita caratterizzata da un semiasse maggiore pari a 2,3914364 UA e da un'eccentricità di 0,1503155, inclinata di 6,73615° rispetto all'eclittica.